# Independencia, San Juan Cancuc
Independencia är en ort i Mexiko.   Den ligger i kommunen San Juan Cancuc och delstaten Chiapas, i den sydöstra delen av landet, 800 km öster om huvudstaden Mexico City. Independencia ligger 869 meter över havet och antalet invånare är 349.
Terrängen runt Independencia är kuperad åt sydost, men åt nordväst är den bergig. Independencia ligger nere i en dal. Runt Independencia är det ganska glesbefolkat, med 21 invånare per kvadratkilometer. Närmaste större samhälle är Pantelhó, 16,7 km nordväst om Independencia. I omgivningarna runt Independencia växer i huvudsak städsegrön lövskog.